# Мишковка (Могилёвский район)
Ми́шковка (бел. Мішкаўка) — деревня в составе Мостокского сельсовета Могилёвского района Могилёвской области Республики Беларусь.

## Географическое положение
Ближайшие населённые пункты: Макаренцы, Мошенаки.

## Население
- 1999 год — 60 человек
- 2010 год — 32 человека